# Cantal (sýr)
Cantal (sýr) je sýr, který pochází z jižní Francie. Vznikl asi před 2000 lety. Sýr je formovaný do válců o průměru 30 cm. Uzrává asi 3 měsíce, ve středu je měkký a krémový, avšak kůrka na povrchu je tlustá a má šedohnědou barvy. Tento sýr svou chutí mírně připomíná cheddar a voní po půdě.